# Понтесесо
Понтесесо (гал. Ponteceso, ісп. Puenteceso) — муніципалітет в Іспанії, у складі автономної спільноти Галісія, у провінції Ла-Корунья. Населення — 6302 осіб (2009).
Муніципалітет розташований на відстані близько 534 км на північний захід від Мадрида, 41 км на захід від Ла-Коруньї.
Муніципалітет складається з таких паррокій: Анльйонс, Брантуас, Корес, Корме-Альдеа, Корме-Порто, Коспіндо, А-Гранья, Лангейрон, Неменьйо, Ніньйонс, Пасос, Тальйо, Телья, Шорнес.

## Демографія
Динаміка населення (INE ):

## Галерея зображень

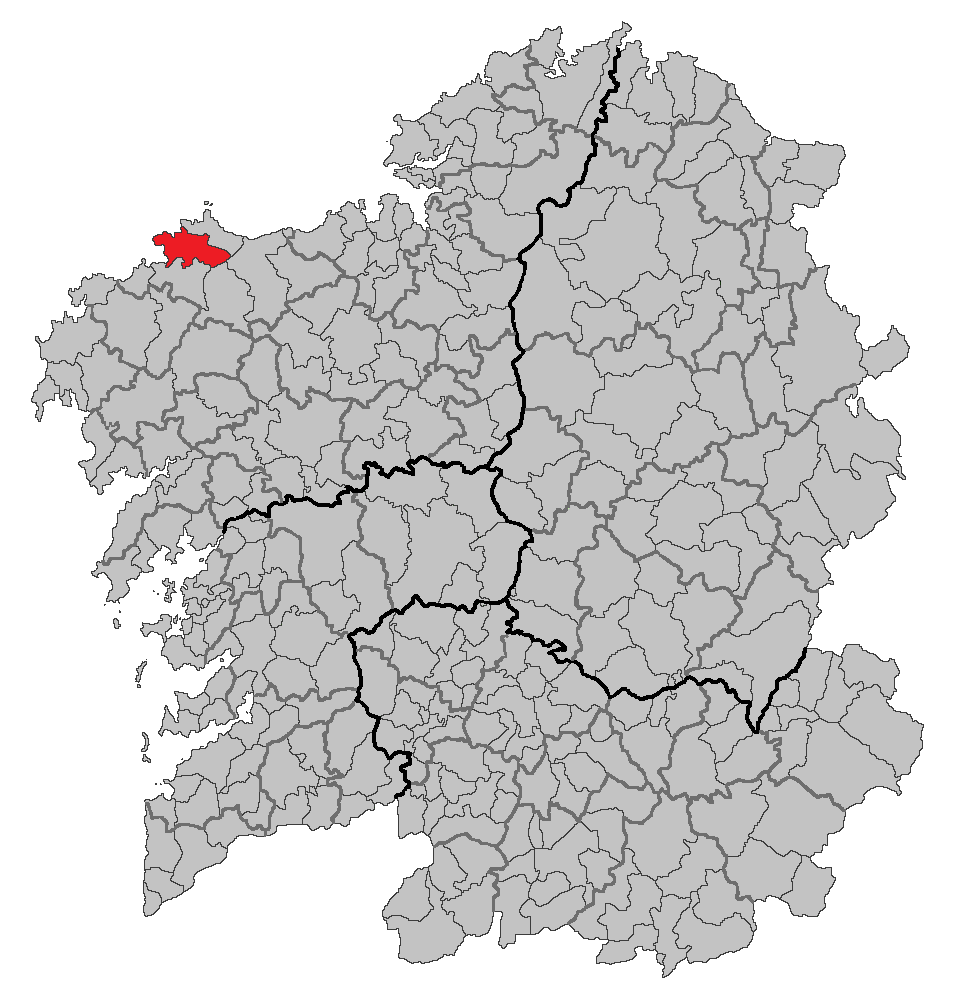
Розташування муніципалітету